# Штейман, Владимир Павлович
Влади́мир Павлович Штейман (1909 — 1981) — советский музыкант, ударник. Солист Большого театра, доцент ГМПИ им. Гнесиных, Заслуженный работник культуры РСФСР. Один из основоположников советской школы игры на ударных инструментах.

## Биография
Один из известнейших советских солистов-ударников, ученик К.М.Купинского. Вместе с Т.Д.Егоровой основал дуэт ксилофонистов, в котором в 1940-1950-х годах солировал на радио и записывался на граммофонных пластинках. Дуэт Штеймана и Егоровой являлся одним из самых популярных ансамблей солистов-ударников в СССР.
Известный педагог, составитель хрестоматий и сборников пьес для обучения игре на ударных инструментах. Преподавал в ГМПИ им. Гнесиных в 1961-1981г. Также преподавал в Музыкальном училище имени Гнесиных, МССМШ имени Гнесиных. Воспитал множество учеников, среди которых известные музыканты и педагоги: А.Огородников, М.Пекарский, Д.Лукьянов, К.Семенов, С.Ветров, Л.Красильникова, Г.Бутов, И.Цитрин, Ю.Красильников и другие

## Труды
Автор ряда учебных пособий для различных ударных инструментов: «Оркестровые трудности для колокольчиков» (1958), «Оркестровые трудности для ксилофона» (1957), «Оркестровые трудности для малого барабана» (1962), «Хрестоматия для ксилофона и малого барабана» (1973) и др.

## Награды
- Медаль «За трудовое отличие» (27 мая 1951 года) — за выдающиеся заслуги в развитии советского музыкально-театрального искусства и в связи с 175-летием со дня основания Государственного ордена Ленина Академического Большого театра СССР[1].
- Заслуженный работник культуры РСФСР.